# Omer Beriziky
Jean Omer Beriziky (9 de septiembre de 1950) es un político e historiador malgache. Fue Primer ministro de Madagascar desde el 2 de noviembre de 2011 hasta el 16 de abril de 2014.

## Biografía
Antes de ser Primer ministro fue embajador de Madagascar para la Unión Europea y Bélgica en Bruselas, de 1995 a 2006. Fue nombrado jefe de gobierno por el presidente Andry Rajoelina en un intento de formar un gobierno de consenso. Lo propuso para el cargo el partido del expresidente Albert Zafy, uno de los principales opositores a Rajoelina y fue el resultado del acuerdo logrado por varias fuerzas políticas en septiembre de 2011 que estableció una hoja de ruta para la transición democrática y la superación de la crisis política originada en 2009. Después de las elecciones de 2013, el presidente electo Hery Rajaonarimampianina designó a Roger Kolo como su primer ministro en abril, abandonando el cargo Beriziky.